# Sandra Cisneros
Sandra Cisneros (Chicago, 20 dicembre 1954) è una scrittrice e poetessa statunitense d'origine messicana.

## Biografia
Sandra Cisneros è nata a Chicago nel 1954 da padre messicano e madre chicana, unica femmina di sette fratelli.
Dopo gli studi alla Loyola University Chicago dove ottiene un B.A. nel 1976, viene ammessa al prestigioso Writers' Workshop all'Università dell'Iowa dove si laurea con un M.F.A. nel 1978.
Nel corso della sua carriera iniziata nel 1980 con le liriche di Bad Boys, ha pubblicato 2 romanzi, saggi, raccolte di racconti e poetiche e libri per ragazzi ricevendo numerosi riconoscimenti come il Lannan Literary Award, l'American Book Awards, il MacArthur Fellows Program e il Premio PEN/Nabokov.
Parallelamente all'attività di scrittrice ha svolto anche quella d'insegnante presso numerose scuole pubbliche come la Latino Youth High School ed università quali quella della California e del Michigan.

## Opere principali

### Romanzi
- La casa in Mango Street (The House on Mango Street) (1984), Parma, Guanda, 1992 traduzione di Paolo Zaninoni ISBN 88-7746-609-X - Nuova ed. Roma, La Nuova Frontiera, 2005 traduzione di Riccardo Duranti ISBN 978-88-8373-080-1
- Caramelo, o Puro cuento (Caramelo, or Puro Cuento) (2002), Roma, La Nuova Frontiera, 2004 traduzione di Sante Rede ISBN 88-8373-096-8 - Nuova ed. Vicenza, Beat, 2010 ISBN 978-88-6559-006-5

### Racconti
- Fosso della strillona e altri racconti (Woman Hollering Creek and Other Stories) (1991), Roma, La Nuova Frontiera 2005 traduzione di Riccardo Duranti ISBN 88-8373-057-7

### Letteratura per l'infanzia
- Hairs = Pelitos (1994)
- Bravo Bruno, Roma, La Nuova Frontiera, 2012 traduzione di Riccardo Duranti ISBN 978-88-8373-229-4

### Poesia
- Bad boys (1980)
- My Wicked Wicked Ways (1987)
- Loose Woman (1994)

### Saggi e Biografie
- Vintage Cisneros (2004)
- Machu Picchu, Mantova, Corraini 2005 traduzione di Monica Pavani ISBN 88-7570-073-7
- A House of My Own: Stories from My Life (2015)